# Game Boy Advance Wireless Adapter

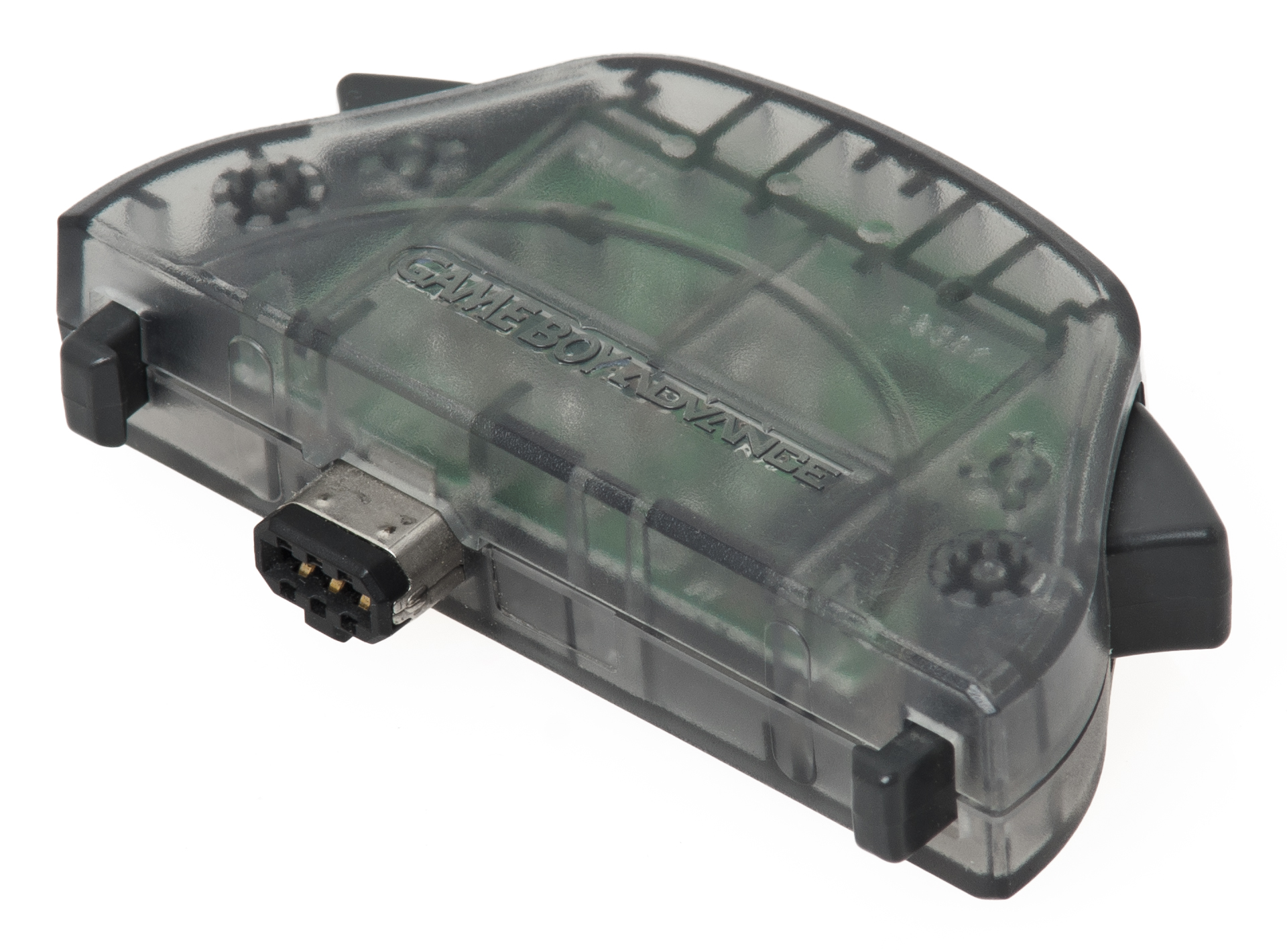
Un adaptador sense fils de Nintendo

El Game Boy Advance Wireless Adapter conegut senzillament com a adaptador sense fils o connector sense fils és un accessori adaptador sense fil per a Game Boy Advance, llançat per Nintendo l'any 2004. Proporciona una alternativa al Game Boy Advance Game Link Cable, però només és compatible amb un petit nombre de jocs. L'adaptador sense fils de Game Boy Advance també és compatible amb Game Boy Advance SP, Game Boy Player i e-Reader.

## Connectivitat

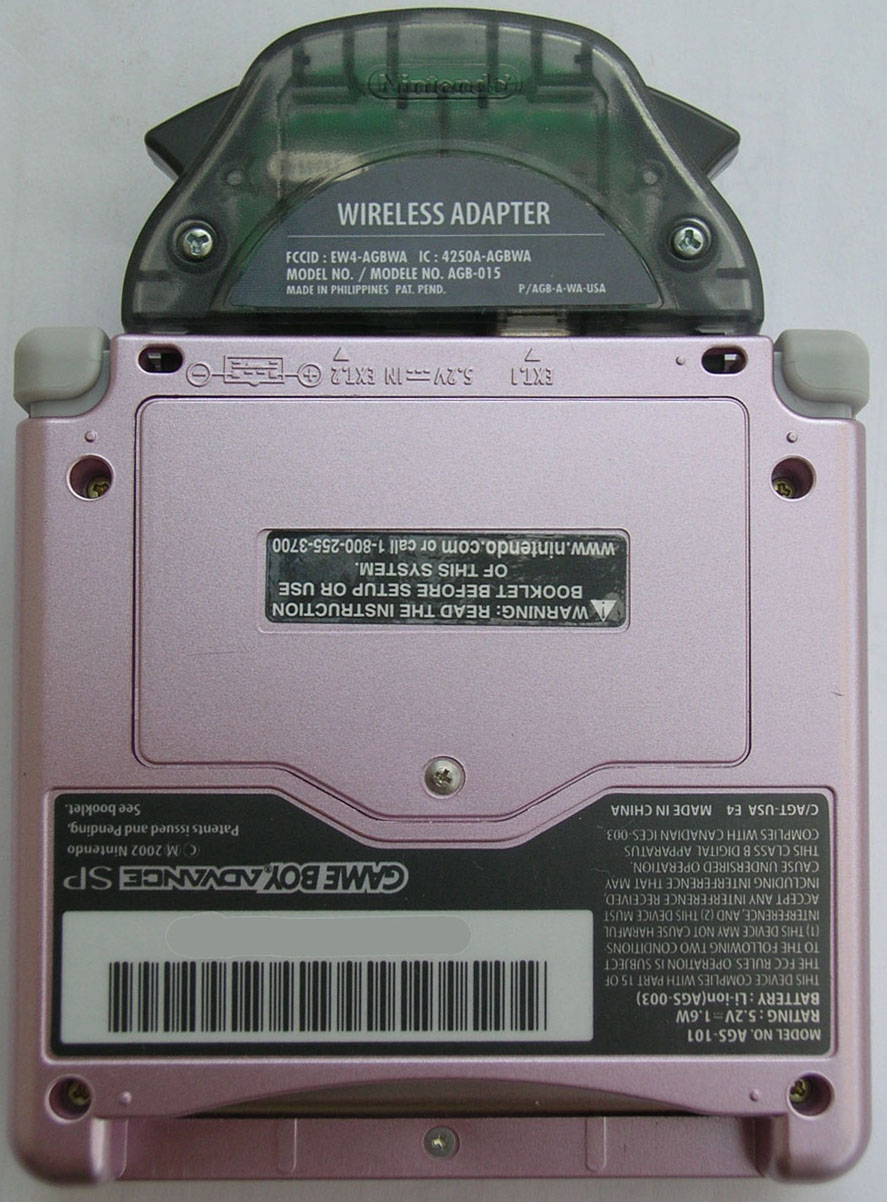
Una Game Boy Advance SP de color rosa amb l'adaptador sense fils connectat

Igual que el cable Game Boy Advance Game Link, aquest dispositiu permet jugar multijugador amb la Game Boy Advance i es connecta mitjançant el connector d'extensió externa. L'abast d'aquest adaptador és curt en comparació amb la funció sense fils integrada de la Nintendo DS; Nintendo recomana que els jugadors es mantinguin a menys de 3 metres els uns dels altres per obtenir els millors resultats. S'ha de tenir en compte que a causa del connector de Cable Link diferent per la Game Boy Micro, l'adaptador sense fils de Game Boy Advance tampoc s'hi podrà connectar. Tanmateix, hi ha disponible un adaptador sense fils de Game Boy Micro específic que és compatible per enllaçar amb l'adaptador sense fils de Game Boy Advance. Cap d'aquests adaptadors sense fils es poden connectar amb la Nintendo DS, ja que la DS no admet el mode multijugador amb jocs de Game Boy Advance.

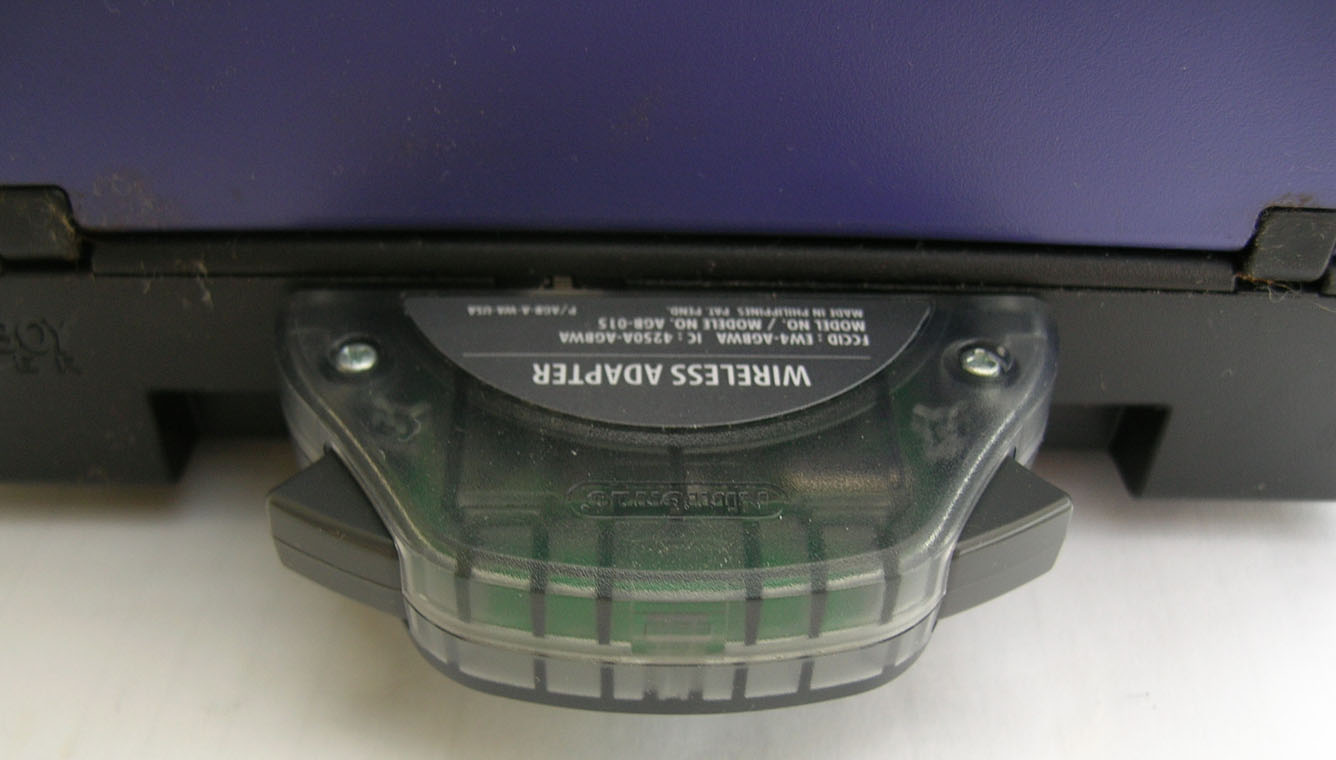
L'adaptador sense fils connectat a una Game Boy Player.

Un dels majors usos de l'adaptador sense fils és a Pokémon FireRed, LeafGreen i Emerald. Tot i que tots tres encara admeten el Cable Link de Game Boy Advance (i han d'utilitzar un Cable Link per enllaçar amb Ruby i Sapphire), fins a trenta-nou jugadors connectats amb adaptador sense fils poden reunir-se en una sala virtual del joc anomenada "Sala Unió" per batallar i intercanviar Pokémon. L'adaptador sense fil també s'utilitza als jocs de Pokémon per descarregar dades especials mitjançant l'opció de regal misteriós en diversos esdeveniments relacionats amb Pokémon. A part de la "sala Unió" en determinades versions de Pokémon, l'adaptador sense fils només admet fins a cinc jugadors.
Un inconvenient important del Game Boy Advance Wireless Adapter és que no és retrocompatible; és a dir, només funcionarà amb jocs que s'hagin programat per admetre l'adaptador sense fils, quedant exclosos tots els jocs de models de Game Boy anteriors. Al juliol de 2009, només uns 30 jocs de Game Boy Advance admeten l'adaptador sense fils, i molts dels pocs jocs compatibles són la sèrie Bit Generations (només al Japó) i la sèrie Classic NES.

### Funció de cerca
Es pot accedir a aquesta funció quan el sistema està encès només amb l'adaptador sense fils connectat però sense cap cartutx de joc inserit. També és possible arrencar l'adaptador sense fils, o qualsevol multijugador de "single-pak", amb un joc inserit si es mantenen premuts els botons Start i Select mentre s'inicia el sistema. Contínuament buscarà jocs compatibles que s'estan jugant a prop. Això permet als jugadors veure fàcilment qui allotja un joc al qual es pot unir.

## Màrqueting i preu
L'accessori es va empaquetar amb la majoria dels jocs de Pokémon FireRed i Pokémon LeafGreen i també estava disponible a la venda per separat. Nintendo of America ven el dispositiu per separat a la seva botiga en línia.

## Jocs compatibles
L'adaptador sense fils va llançar-se una mica més tard que el cicle de vida de la Game Boy Advance, pel que suposa que hi ha molt pocs jocs que l'admeten. Els jocs compatibles s'identifiquen amb una icona amb l'etiqueta "Compatible amb adaptador sense fils". Mario Golf: Advance Tour i els multijugadors de NES Classics no tenen aquesta etiqueta, encara que siguin compatibles.
Llista
- bit Generations series (només al Japó)
- Boktai 2: Solar Boy Django
- Boktai 3: Sabata's Counterattack
- Classic NES Series:
  - Clu Clu Land
  - Donkey Kong (arcade)
  - Dr. Mario
  - Ice Climber
  - Pac-Man
  - Super Mario Bros.
  - Xevious
- Digimon Racing (Nota: La funcionalitat de l'adaptador sense fils també està disponible a la versió europea)
- Dragon Ball Z: Buu's Fury
- Hamtaro: Ham-Ham Games
- Keroro Gunsou Taiketsu! Keroro Cart de Arimasu!! (només al Japó)
- The Lord of the Rings: The Third Age
- Mario Golf: Advance Tour
- Mario Tennis: Power Tour
- Mega Man Battle Network 5 Team Colonel
- Mega Man Battle Network 5 Team ProtoMan
- Mega Man Battle Network 6: Cybeast Falzar
- Mega Man Battle Network 6: Cybeast Gregar
- Momotaro Dentetsu G: Make a Gold Deck! (només al Japó)
- Nonono Puzzle Chalien (només al Japó)
- Pokémon Emerald
- Pokémon FireRed
- Pokémon LeafGreen
- Sennen Kazoku (només al Japó)
- Shrek SuperSlam